# Mami Ueno
Mami Ueno (上野 真実, Ueno Mami, Kumamoto, 27 september 1996) is een Japans voetbalster die als aanvaller speelt bij Ehime FC.

## Carrière

### Clubcarrière
Ueno begon haar carrière in 2015 bij Ehime FC.

### Interlandcarrière
Ueno nam met het Japans nationale elftal O20 deel aan het WK onder 20 in 2016. Daar stond zij in alle zes de wedstrijden van Japan opgesteld en zij scoorde daarin vijf doelpunten. Japan behaalde brons op het wereldkampioenschap.
Ueno maakte op 9 april 2017 haar debuut in het Japans vrouwenvoetbalelftal tijdens een wedstrijd tegen Costa Rica. Ze heeft drie interlands voor het Japanse elftal gespeeld.

## Statistieken
| Japans vrouwenvoetbalelftal | Japans vrouwenvoetbalelftal | Japans vrouwenvoetbalelftal |
| Jaar                        | Wed.                        | Dlp.                        |
| --------------------------- | --------------------------- | --------------------------- |
| 2017                        | 3                           | 0                           |
| 2018                        | 0                           | 0                           |
| 2019                        | 3                           | 0                           |
| Totaal                      | 6                           | 0                           |